# Monmouth Hawks
Monmouth Hawks (español: Halcones de Monmouth) es el nombre de los equipos deportivos de la Universidad de Monmouth, situada en West Long Branch, Nueva Jersey. Los equipos de los Hawks participan en las competiciones universitarias organizadas por la NCAA, y forman parte de la Colonial Athletic Association, a excepción del equipo de bowling, que compite en la Mid-Eastern Athletic Conference.
Antes de incorporarse en julio de 2013 a la Metro Atlantic Athletic Conference, pertenecieron a la Northeast Conference entre 1985 y 2013. En julio de 2022 abandonaron la MAAC para incorporarse a la Colonial Athletic Association.  

## Programa deportivo
Los Hawks compiten en 9 deportes masculinos y en 10 femeninos:
| - Masculino - Béisbol - Baloncesto - Fútbol - Fútbol americano - Lacrosse - Atletismo - Cross - Golf - Tenis | - Femenino - Baloncesto - Cross - Voleibol - Atletismo - Fútbol - Tenis - Softball - Bowling - Hockey sobre hierba - Lacrosse |

## Instalaciones deportivas
- Multipurpose Activity Center es el pabellón donde disputan sus partidos los equipos de baloncesto y las competiciones de atletismo indoor. Tiene una capacidad para 4.100 espectadores, y fue inaugurado en 2009.[1]
- Hesse Field at The Great Lawn, es el estadio donde disputa sus encuentros los equipos de fútbol. Fue inaugurado en 1996 e incorporada la luz artificial en 2011.[2]